# 18028 Ramchandani
18028 Ramchandani este un asteroid din centura principală de asteroizi.

## Descriere
18028 Ramchandani este un asteroid din centura principală de asteroizi. A fost descoperit pe 18 mai 1999 la Socorro, New Mexico, în cadrul proiectului LINEAR. Asteroidul prezintă o orbită caracterizată de o semiaxă mare de 2,30 ua, o excentricitate de 0,15 și o înclinație de 3,6° în raport cu ecliptica.